# Tasos
Tasos o Taso (en griego: Θάσος, Thásos) es una isla griega enclavada en el mar de Tracia, parte más septentrional del mar Egeo. Cercana a la costa tracia, en su colonización participó el poeta Arquíloco como mercenario. Estuvo habitada por tracios, y los griegos fundaron una ciudad en la parte septentrional de la isla y próxima a la costa. Los colonos provenían de las isla de Paros, acuciados por la pobreza y mandados por Telesicles, padre del poeta lírico Arquiloco. La fundación fue hacia el 680 a. C.. La ciudad de Tasos estaba situada al norte de la isla, y tenía dos puertos.
De forma redondeada, con una superficie de 398 km², está a 8 km de la costa tracia. Atravesada de sureste a noroeste por un cordillera, con 5 alturas por encima de los 1000 metros. Su punto más elevado es el monte antiguamente conocido com Ipsario, de 1.028 m.
Distaba la ciudad principal, del mismo nombre que la isla, unos 80 km de Anfípolis, aunque desde el punto de la isla más cercano la distancia se reduce a unos 60 km.
Después de la reestructuración administrativa del Plan Calícrates, la isla forma parte de la periferia de Macedonia Oriental y Tracia y conforma la unidad periférica de Tasos. La capital actual es Tasos.

## Geografía

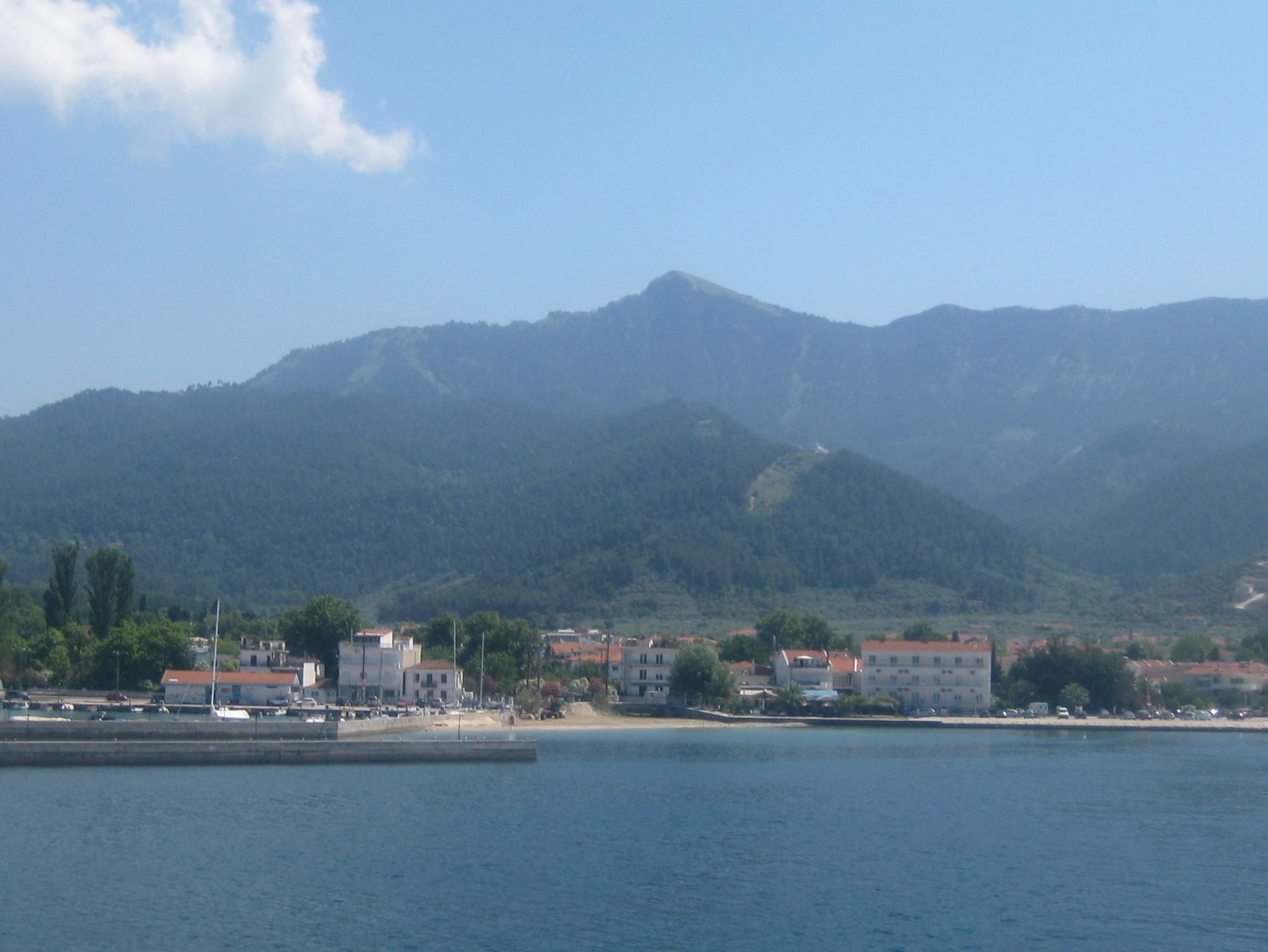
Monte Ypsarion, 1205 m, el punto más elevado de la isla

La isla de Tasos está ubicada en el mar Egeo septentrional, aproximadamente a 7 km del continente y a  20 km al sureste de Kavala. Tiene una forma generalmente redondeada, sin bahías profundas ni penínsulas significativas. El terreno es montañoso pero no particularmente accidentado, elevándose gradualmente desde la costa hacia el centro. El pico más alto es Ypsario (Ipsario), con 1205 m, localizado algo al este del centro. El bosque de pinos cubre gran parte de las laderas orientales de la isla.
Históricamente, la población de la isla se dedicaba principalmente a la agricultura y la ganadería, y estableció aldeas en el interior, algunas de ellas conectadas a través de escaleras (conocidas como skalas) a los puertos de la costa. La población local migró gradualmente hacia esos asentamientos costeros a medida que el turismo comenzó a desarrollarse como una importante fuente de ingresos. Así, hay varios «pueblos emparejados» como Maries-Skala Maries, con el primero en el interior y el segundo en la costa.

## Administración
Tasos es una unidad regional separada de la periferia de Macedonia Oriental y Tracia, y el único municipio de la unidad regional. Como parte de la reforma del gobierno de Kallikratis de 2011, se creó la unidad regional de Tasos a partir de parte de la antigua prefectura de Kavala. El municipio, sin cambios en la reforma del Plan Calícrates, incluye algunos islotes deshabitados además de la isla principal de Tasos y tiene 380,097 km². Tenía el mismo territorio que el actual municipio. Fue abolido en 2006.

## Localidades
Las ciudades y localidades con más de 100 habitantes (según censo de 2011) son:
- Kallirachi
- Koinyra
- Limenaria
- Maries
- Ormos Prinou
- Panagia
- Potamia
- Potos
- Prinos
- Rachoni
- Skala Kallirachis
- Skala Marion
- Skala Rachoniou
- Skala Sotiros
- Limenas
- Theologos

## Galería

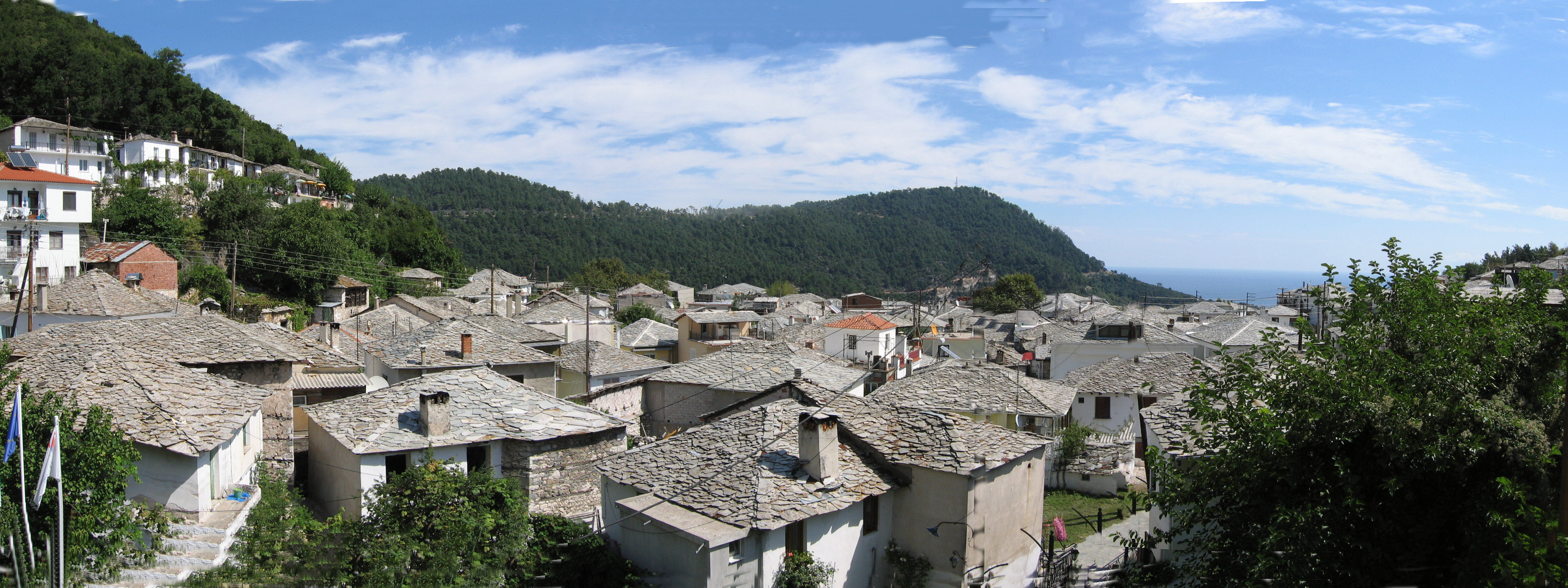
Villa de Panagia
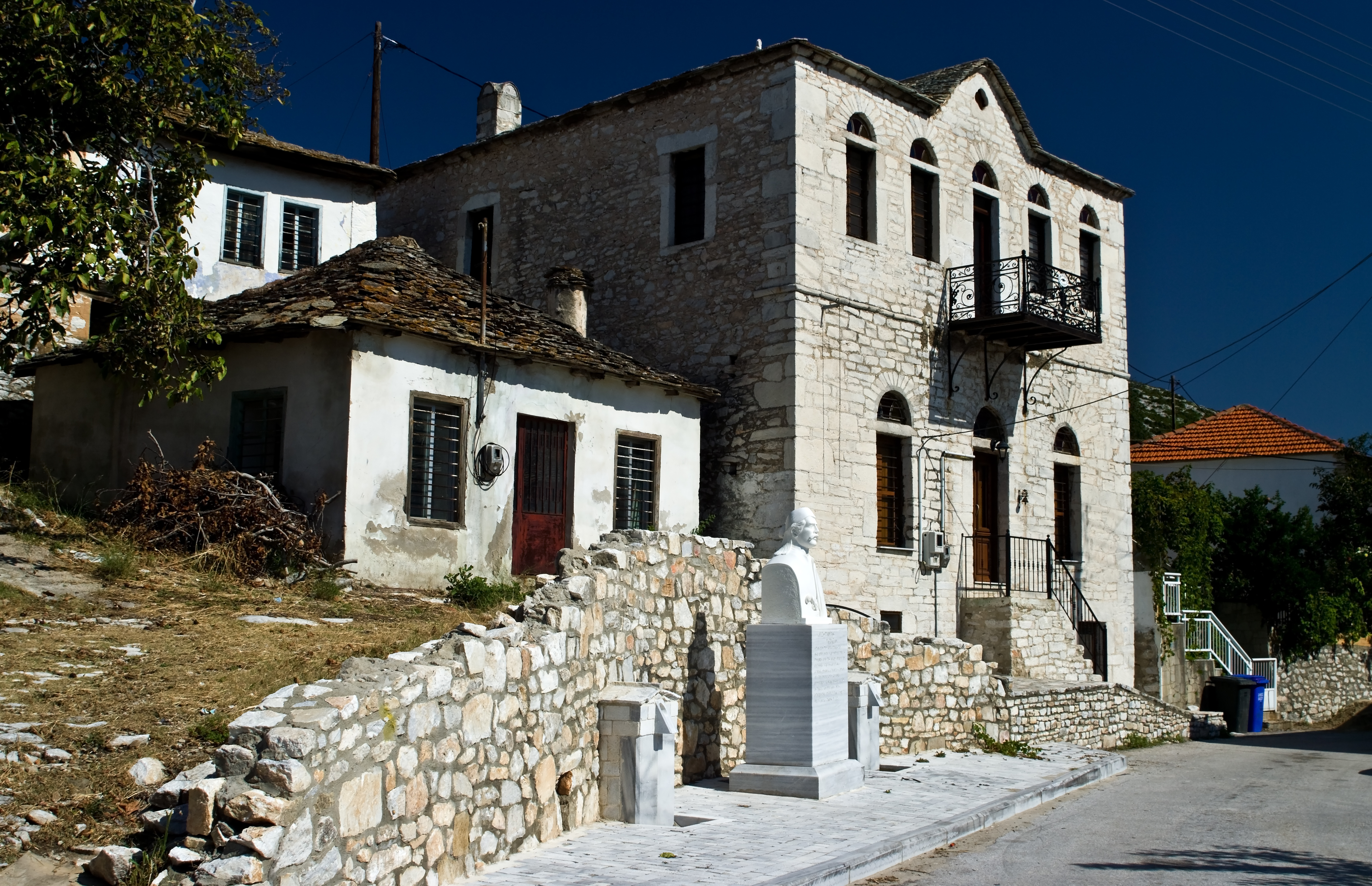
Villa tradicional de Teologos
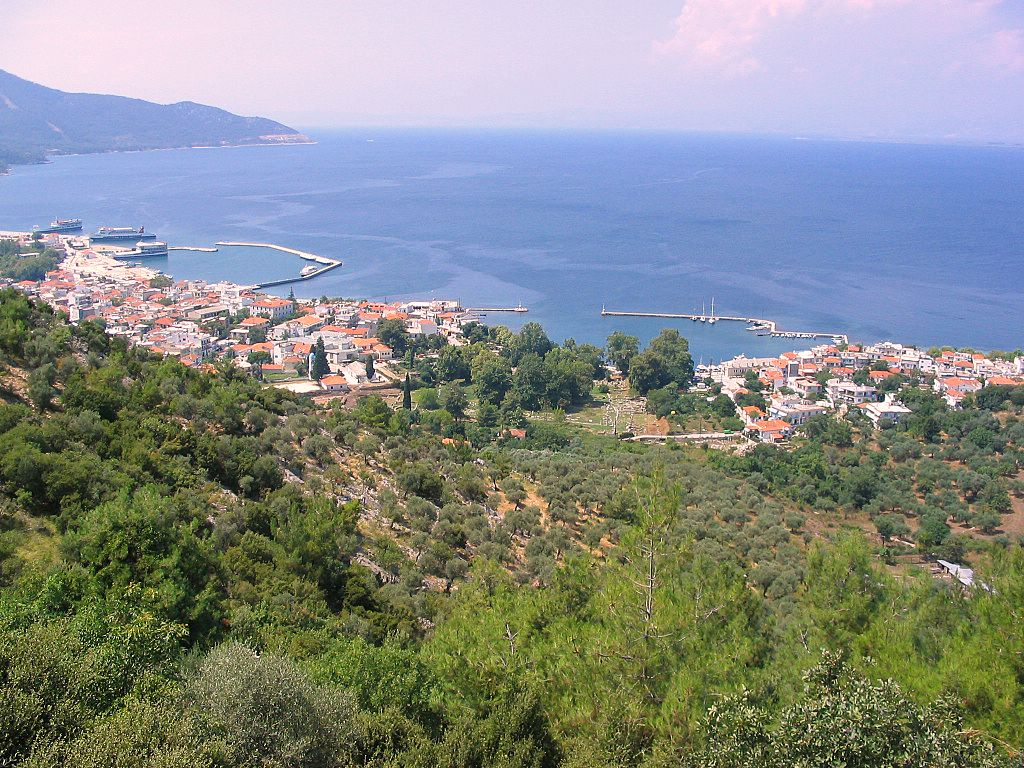
Tasos
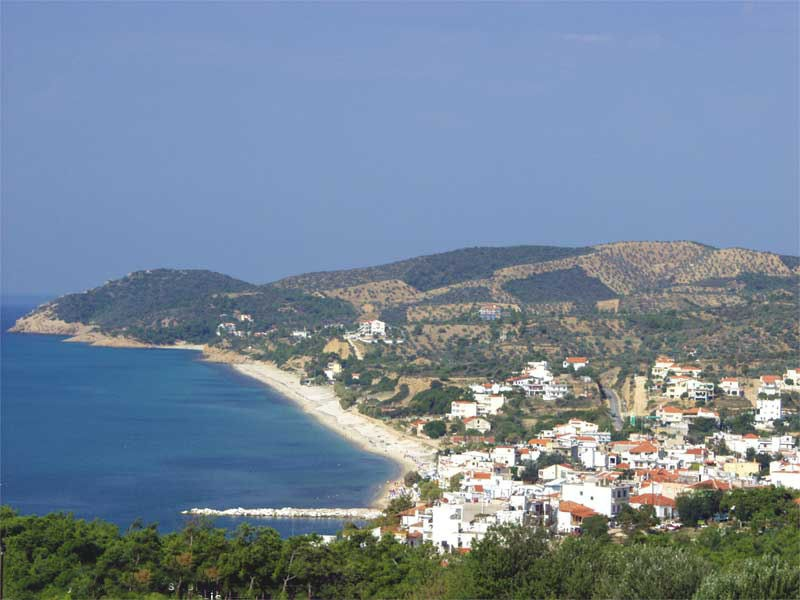
Limenas
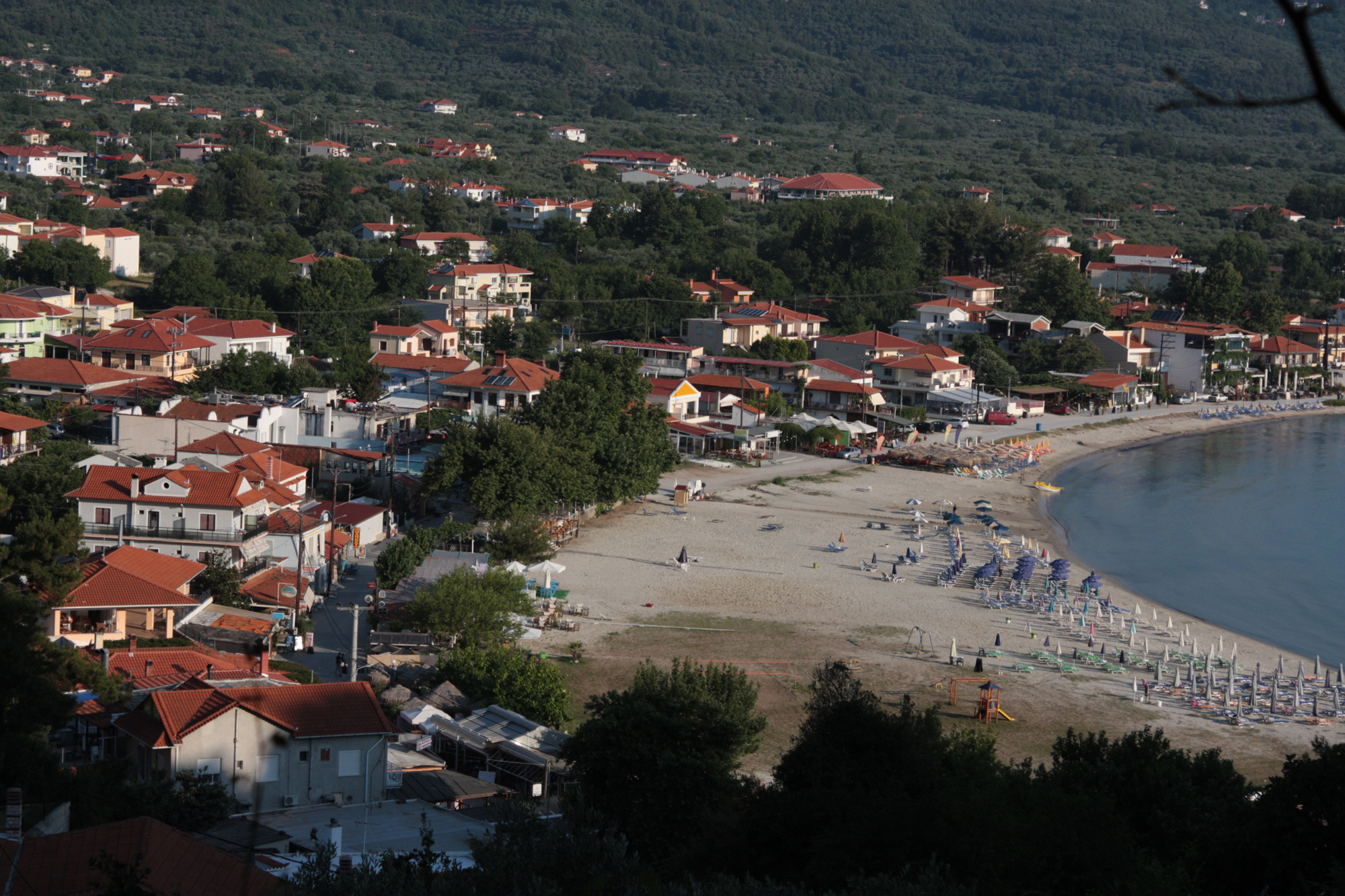
Potamia

## Economía
Aparte de su situación estratégica, Tasos se fundó por sus minas de oro, plata y cobre, explotadas anteriormente por los fenicios y sitas entre las poblaciones de Enira y Cenira, en la costa sudoriental frente a la isla de Samotracia, minas que no han sido localizadas y cuya concesión tenían Tucídides, el historiador, y su familia. Allí poseyó minas Pisístrato, de las que procedía gran parte de su fortuna. Las minas del continente debieron ser más productivas que las insulares. Esas minas del continente fueron explotadas en un primer momento por los tracios.
La riqueza en plata contribuyó al desarrollo de una gran actividad de acuñación monetaria. Tasos parece ser una de las primeras ciudades del norte de Grecia en acuñar moneda.
Célebres eran las canteras de mármol blanco. En sus bosques se obtenía madera y resina. Contrasta con el resto de las islas del Egeo por la abundancia de aguas corrientes.
Al carecer de terreno cultivable, los tasios ocuparon la costa tracia de la región de Pieria, en cuyas guerras peleó Arquíloco. Establecimientos agrícolas y mercantiles ocupaban la zona minera del monte Pangeo, en Galepso, en Neápolis, en Dato y en Estrime y las minas auríferas de Escaptila (Skaptēhíle o Scaptēsýlē, "el bosque excavado" o "el bosque de minas"), en la ladera oriental del Pangeo.
La vid fue introducida con éxito, hasta el punto que fue famoso el vino tasio, exportado hasta época romana.
Su contacto con Tracia le permitió proveerse de esclavos e incluso ser centro comercial en la venta de esclavos hacia otros lugares.
En los alrededores hay una estatua del dios Pan tallada en la roca.

## Historia
Anteriormente la isla fue llamada Aeria, Aetria y Crise por sus minas de oro y fue poblada por fenicios, supuestamente por Taso, hijo de Agénor, que dio nombre a la isla. Entre el 720 a. C. y el 708 a. C. fue poblada por griegos procedentes de Paros dirigidos por Telesicles, padre del poeta Arquíloco. También vivían en la isla los saianos, una tribu tracia, que se enfrentó a los griegos, pero finalmente estos obtuvieron la posesión de la isla con sus minas de Escaptila, y territorios de la costa continental con las minas en la costa tracia de Galepso, Esima, Estrime, Dato y más tarde Crénides. En 511 a. C. los milesios se establecieron en el río Estrimón y fundaron la ciudad de Mircino donde también se explotaron minas.
Después de que, en el 494 a. C. los persas ocuparan Mileto, Tasos fue asediada por Histieo de Mileto en mayo del 493 a. C., que tuvo que abandonar sin éxito. Poco después Tasos fue sometida por los persas. Dos años después, acusados los tasios por sus vecinos de Abdera de tramar una sublevación, el rey persa Darío I les ordenó demoler sus murallas y llevar todas sus naves a Abdera.
Jerjes I de Persia pasó por Tracia hacia Grecia, los de la parte continental quedaron sometidos y hubieron de proveer al rey con el mantenimiento de los soldados (400 talentos).
Después de la derrota persa Tasos fue miembro de la Liga de Delos dirigida por Atenas pero en el 465 a. C. se produjo la defección de los tasios de esta alianza por el fuerte tributo que pagaban. Los tasios pidieron a los lacedemonios que les ayudaran e invadieran el Ática, pero se lo impidieron la rebelión de los hilotas y el gran terremoto de Esparta, sobre el 464 a. C. El asedio ateniense a Tasos duró tres años (hasta el 463 - 462 a. C.) y concluyó con la rendición de los tasios tras ser derrotados por la armada ateniense, bajo el mando de Cimón. Los tasios hubieron de destruir las fortificaciones y entregar sus barcos de guerra, además de renunciar a sus posesiones del continente y pagar una contribución en metálico (añadida al tributo anual.
Éstos y otros sucesos de la época fueron el germen de la guerra del Peloponeso 30 años después, y en la que por idénticos motivos económicos y estratégicos, tuvieron lugar las batallas entre espartanos y atenienses por el control de las minas de los tasios, que concluyeron con la batalla de Anfípolis en el 422 a. C.
En 411 a. C. se estableció un gobierno oligárquico dirigido por Pisandro en Atenas y la democracia en Tasos fue derrocada. Pero las luchas en Atenas (Alcibíades) que llevaron al asesinato del jefe oligarca Frínico, hicieron que el gobierno oligárquico de Tasos se rebelase con el apoyo espartano de una guarnición en la isla.
En 408 a. C. una sublevación de ciudadanos dirigida por Ecfanto expulsó a la guarnición espartana dirigida por Eteónico y a continuación recibió el mando el estratego ateniense Trasíbulo. Después de la batalla de Egospótamos (405 a. C.), Tasos volvió a manos de los espartanos, pero en 389 a. C. volvió a ser posesión de los atenienses, a los que se la disputó Filipo II de Macedonia, bajo dependencia del cual finalmente pasó hacia el 351 a. C. Ciudad libre desde el tiempo de Alejandro Magno, se sometió a Filipo V de Macedonia.
Los romanos le devolvieron la libertad tras la batalla de Cinoscéfalos, y permaneció como ciudad libre hasta la época de Plinio el Viejo cuando se formó la provincia romana de las Islas.
Posesión del Imperio bizantino, fue ocupada por los latinos en 1205 y pasó a los venecianos que la dieron en feudo a los Dandolo. Miguel VIII Paleólogo (1259-1282) la recuperó para los bizantinos.
Fue ocupada por los otomanos en 1456, que tiempo después la cedieron a los príncipes genoveses Gattilusio de Lesbos, hasta que los otomanos la conquistaron en 1642.
En 1841, el sultán la cedió como propiedad personal al virrey de Egipto, cuyos antepasados eran originarios de la isla, y fue administrada por un gobernador egipcio, con un presidente del consejo elegido por los habitantes. En 1873 el jedive envió un cargamento de trigo debido a la falta de comida por las malas cosechas. En 1912, en la Guerra de los Balcanes, quedó en manos de Grecia, a quien fue confirmada por el Tratado de Bucarest del 10 de agosto de 1913.

### La ciudad griega

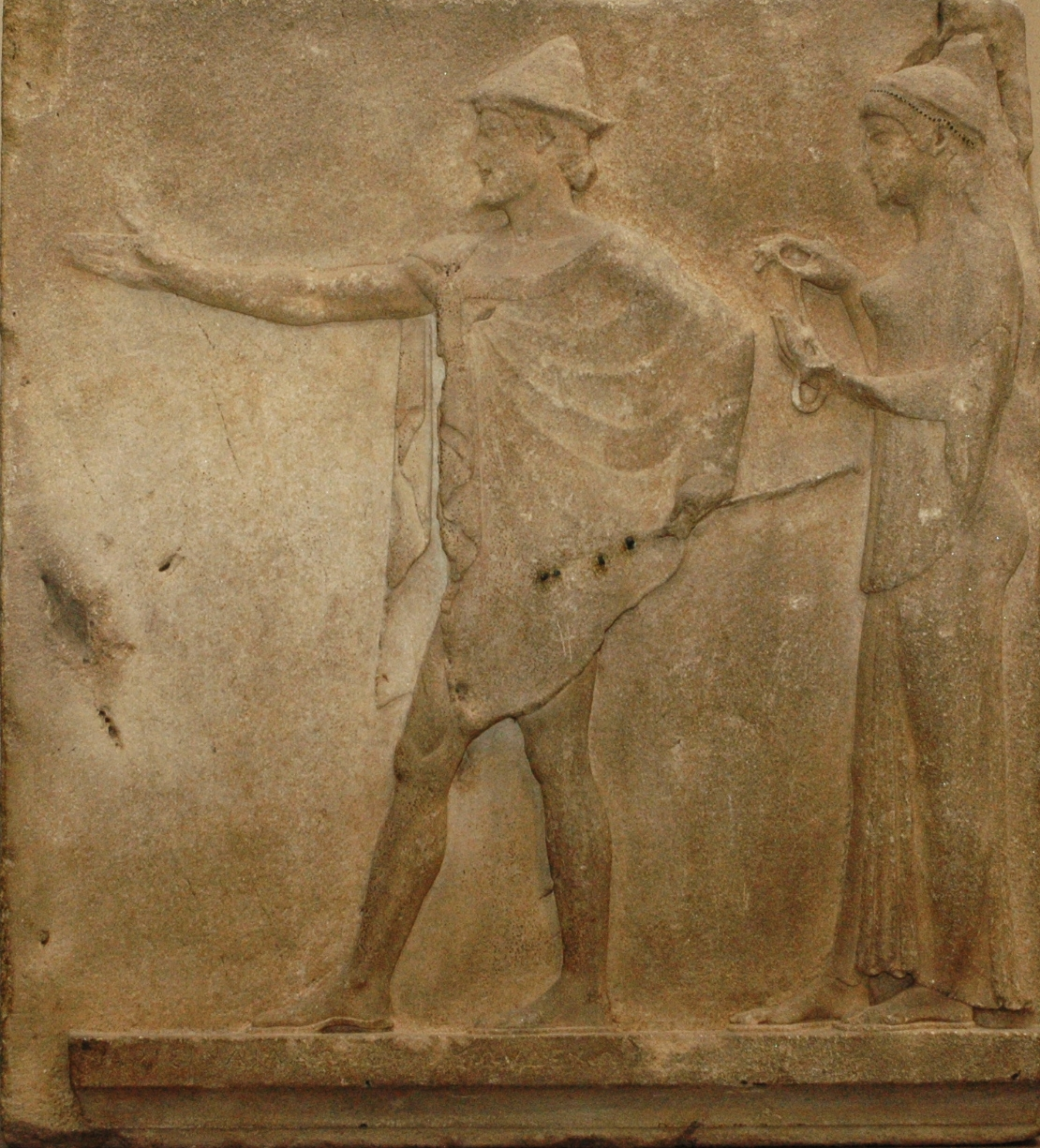
Hermes agoraios y las Gracias, relieve del Pasillo de los Teoros, en el ágora de Tasos. Mármol tracio con trazos de policromía en el calzado de Hermes y ornamentos de bronce (caduceo de Hermes, fíbula), circa 480 a. C. Inscripción: "A las Gracias no les está permitido sacrificar cabras ni cerdos".

Una muralla de 4 km rodeaba la ciudad, la parte baja cercana la mar y las primeras estribaciones de la cadena montañosa. Aún se ven restos de las antiguas murallas en medio de torres construidas por los venecianos.
En la parte baja estaban el puerto y el ágora. Al oeste se hallaba el santuario de Heracles que, según Heródoto, construyeron los fenicios establecidos en Tasos, noticia de la que no hay evidencias. S
Al oeste del ágora están los propileos, del siglo IV a. C., semejantes a la estoa de Zeus en el ágora ateniense. Del III a. C. es un pórtico erigido en el noroeste del ágora de casi 100 m de longitud. Siguieron construyéndose edificios y monumentos hasta el fin del helenismo y bajo la égira de Roma.
Desafortunadamente, la lista de los arcontes de Tasos, que figuraba en un edificio público del siglo IV a. C., en el ágora, no se conserva, al ser destruido su emplazamiento y reutilizados los materiales para la basílica paleocristiana. De carácter comercial, era otro pórtico del ágora, al sureste, de 92 m de largo, complementando al del noroeste. En el lado meridional se descubrieron los restos del monumento porticado, dedicado a Glauco, un célebre general tasio, amigo de Arquíloco, y que comandó las fuerzas tasias contra los tracios.
Se halló el recinto del templo de Zeus Agoraios, protector de las ágoras, y garante de la libertad de expresión. También se conserva el santuario dedicado al atleta tasio Teógenes. El ágora fue pavimentada con mármol en el siglo II a. C. Cercano y de la misma época, estaba el Odeón, pequeño teatro circular de 13 m de diámetro.
El primer teatro, que databa del siglo V a. C., se erigió en las colinas orientales. De esa misma época es el nativo actor Hegemón, citado por Aristóteles y a quien atribuyó la invención de la parodia. La escena del teatro data del siglo III a. C. En la acrópolis, que los genoveses fortificaron, estaban los templos de Apolo y Atenea, y el de Pan, excavado en la roca y fechado en el siglo IV a. C. El templo de Artemisa, sobre una terraza artificial del siglo V a. C., al oeste del ágora, fue rodeado por un períbolo en época helenística. También poseía un períbolo de mármol el de Dioniso del IV a. C. Hay restos de los monumentos erigidos a los vencedores de los concursos teatrales. Otros templos son el de Poseidón y el de estilo jónico del dios principal Heracles y al que a este daban acceso unos monumentales propileos. Al sur del edificio se erigió en el siglo V a. C., aparte del altar, un tesoro que quizá albergó los exvotos de los fieles. Al oeste del templo, 5 edificios alineados, y del mismo siglo, excepto el penúltimo del siglo VI a. C. y tal vez de carácter cultual, estaban precedidos de un pórtico. El arco de Caracalla (213-217) unió los espacios del ágora y el templo jónico de Heracles.
Tasos ha sido objeto de excavaciones por parte de arqueólogos franceses. La primera cerámica que podemos datar con seguridad es corintia y rodia, nunca anterior a mediados del siglo VII a. C., a partir de cuya fecha ambos tipos escaean. De mediados del siglo VII a. C. a principios del siglo VI a. C. abunda la cerámica procedente de las islas Cícladas. A principios del siglo VI a. C. hay cerámica de Quíos, quizás hubiera entonces trabajando en la isla pintores quiotas de vasos.í se han identificado algunos restos sumergidos del puerto. El ágora era rectangular, de forma irregular y de unos 100 m de lado. Del siglo VI - V a. C. son las bien conservadas murallas construidas con piedra local y mármol y decoradas sus numerosas puertas con bajorrelieves de carácter mitológico, religioso y apotropaico.